# Optimización de la cartera

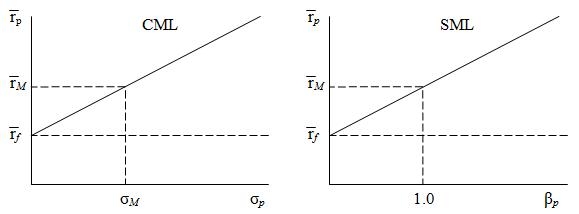
Gráficas

La optimización de la cartera es el proceso de seleccionar la mejor cartera (distribución de activos), del conjunto de todas las carteras consideradas, de acuerdo con algún objetivo. El objetivo generalmente maximiza factores como el rendimiento esperado y minimiza costos como el riesgo financiero. Los factores que se consideran pueden variar desde tangibles (como activos, pasivos, ganancias u otros fundamentales) hasta intangibles (como desinversiones selectivas).

## Teoría moderna de la cartera
La teoría moderna de carteras fue introducida en una tesis doctoral de 1952 por Harry Markowitz; y se conoce como el modelo de Markowitz. Supone que un inversor desea maximizar el rendimiento esperado de una cartera dependiendo de cualquier cantidad determinada de riesgo. Para las carteras que cumplen con este criterio, conocidas como carteras eficientes, lograr un rendimiento esperado más alto requiere asumir más riesgo, por lo que los inversores se enfrentan a una compensación entre el riesgo y el rendimiento esperado. Esta relación riesgo-rendimiento esperado de las carteras eficientes se representa gráficamente mediante una curva conocida como frontera eficiente. Todas las carteras eficientes, cada una representada por un punto en la frontera eficiente, estarán en principio bien diversificadas. Si bien buscar rendimientos más altos puede conducir a una sobreinversión significativa en valores de riesgo, especialmente cuando la volatilidad es alta, la optimización de las carteras cuando las distribuciones de rendimiento no son gaussianas es matemáticamente desafiante.

## Métodos de optimización
El problema de optimización de la cartera se específica como un problema de maximización de la utilidad restringida. Las formulaciones comunes de las funciones de utilidad de la cartera lo definen como el rendimiento esperado de la cartera (neto de los costos de transacción y financiamiento) menos un costo de riesgo. El último componente, el costo del riesgo, se define como el riesgo de la cartera multiplicado por un parámetro de aversión al riesgo (o precio unitario del riesgo). Los profesionales a menudo agregan restricciones adicionales para mejorar la diversificación y limitar aún más el riesgo. Ejemplos de tales restricciones son los límites de ponderación de la cartera de activos, sectores y regiones.

### Enfoques específicos
La optimización de la cartera a menudo se lleva a cabo en dos etapas: optimizar las ponderaciones de las clases de activos para mantener y optimizar las ponderaciones de los activos dentro de la misma clase de activos. Un ejemplo de lo primero sería elegir las proporciones colocadas en acciones frente a bonos, mientras que un ejemplo de lo último sería elegir las proporciones de la subcartera de acciones colocadas en acciones X, Y y Z. Las acciones y los bonos tienen valores financieros fundamentalmente diferentes. características y tienen un riesgo sistemático diferente y, por lo tanto, pueden considerarse como clases de activos separadas. Mantener parte de la cartera en cada clase proporciona cierta diversificación, y tener varios activos específicos dentro de cada clase permite una mayor diversificación. Al utilizar este procedimiento de dos pasos, se eliminan los riesgos no sistemáticos tanto a nivel de activo individual como de clase de activo. Para aplicar las fórmulas específicas para carteras eficientes, se ha de tener en cuenta la separación de carteras en el análisis de varianza media .
Un enfoque para la optimización de la cartera es especificar una función de utilidad esperada de von Neumann-Morgenstern definida sobre la riqueza final de la cartera para el que el valor esperado de la utilidad debe maximizarse. Para reflejar una preferencia por rendimientos más altos en lugar de más bajos, esta función objetivo aumenta la riqueza y, para reflejar la aversión al riesgo, es cóncava. Para funciones de utilidad realistas en presencia de muchos activos que se pueden mantener, este enfoque, aunque teóricamente es el más defendible, puede ser computacionalmente intensivo.
Harry Markowitz desarrolló el "método de línea crítica", un procedimiento general para la programación cuadrática que puede manejar restricciones lineales adicionales y límites superiores e inferiores en las participaciones. Además, en este contexto, el enfoque proporciona un método para determinar el conjunto completo de carteras eficientes. Su aplicación fue explicada más tarde por William Sharpe.

### Herramientas matemáticas
La complejidad y escala de la optimización de carteras sobre muchos activos significa que el trabajo generalmente se realiza por ordenador. Para esta optimización es fundamental la construcción de la matriz de covarianza para las tasas de rendimiento de los activos de la cartera.
Las técnicas incluyen:
- Programación lineal[8][9]
- Programación cuadrática
- Programación no lineal
- Programación de enteros mixtos
- Métodos metaheurísticos[10]
- Programación estocástica para la optimización de la cartera de varias etapas[11]
- Métodos basados en cópula[12]
- Métodos basados en componentes principales
- Optimización global determinista
- Algoritmo genético[13]

## Restricciones de la optimización
La optimización de la cartera generalmente se realiza sujeta a restricciones, como restricciones regulatorias o falta de liquidez. Estas limitaciones pueden dar lugar a ponderaciones de la cartera que se centren en una pequeña submuestra de activos dentro de la cartera. Cuando el proceso de optimización de la cartera está sujeto a otras restricciones, como impuestos, costos de transacción y comisiones de gestión, el proceso de optimización puede resultar en una cartera poco diversificada.

### Regulación e impuestos
Es posible que la ley prohíba a los inversores poseer algunos activos. En algunos casos, la optimización de la cartera sin restricciones conduciría a la venta en corto de algunos activos. Sin embargo, las ventas en corto pueden estar prohibidas. A veces no es práctico mantener un activo porque el costo fiscal asociado es demasiado alto. En tales casos, se deben imponer las restricciones adecuadas al proceso de optimización.

### Costos de transacción
Los costos de transacción son los costos de negociación para cambiar los pesosde elementos de la cartera. Dado que la cartera óptima cambia con el tiempo, existe un incentivo para volver a optimizar con frecuencia. Sin embargo, una negociación demasiado frecuente implicaría costos de transacción demasiado frecuentes; por lo tanto, la estrategia óptima es encontrar la frecuencia de reoptimización y negociación que equilibre adecuadamente la evitación de los costos de transacción evitando quedarse con un conjunto desactualizado de proporciones de cartera. Esto está relacionado con el tema del error de seguimiento, por el cual las proporciones de existencias se desvían con el tiempo de algún punto de referencia en ausencia de reequilibrio.

## Mejora de la optimización de la cartera

### Correlaciones y evaluación de riesgos
Los diferentes enfoques para la optimización de la cartera miden el riesgo de manera diferente. Además de la medida tradicional, la desviación estándar o su cuadrado (varianza), que no son medidas de riesgo sólidas, otras medidas incluyen el índice de Sortino, el CVaR (valor condicional en riesgo) y la dispersión estadística.
La inversión es una actividad prospectiva y, por lo tanto, las covarianzas de los rendimientos deben preverse en lugar de observarse.
La optimización de la cartera supone que el inversor puede tener cierta aversión al riesgo y que los precios de las acciones pueden mostrar diferencias significativas entre sus valores históricos o pronosticados y los que experimenta realmente. En particular, las crisis financieras se caracterizan por un aumento significativo en la correlación de los movimientos del precio de las acciones que pueden degradar seriamente los beneficios de la diversificación.
En un marco de optimización de varianza media, la estimación precisa de la matriz de varianza-covarianza es primordial. Las técnicas cuantitativas que utilizan la simulación de Montecarlo con la cópula gaussiana y distribuciones marginales bien especificadas son eficaces. Es importante permitir que el proceso de modelado tenga en cuenta las características empíricas en los rendimientos de las acciones, como la autorregresión, la volatilidad asimétrica, la asimetría y la curtosis. No tener en cuenta estos atributos puede conducir a un error de estimación severo en las correlaciones, varianzas y covarianzas que tienen sesgos negativos (hasta el 70% de los valores óptimos).
Otras estrategias de optimización que se centran en minimizar el riesgo (por ejemplo, valor en riesgo, valor condicional en riesgo) en las carteras de inversión son populares entre los inversores aversos al riesgo. Para minimizar la exposición al riesgo, los pronósticos de rendimiento de activos utilizando la simulación Monte-Carlo con cópulas gaussianas para permitir una dependencia de cola más baja (izquierda) (por ejemplo, Clayton, Rotated Gumbel) en grandes carteras de activos son las más adecuadas.
Más recientemente, los administradores de fondos de cobertura han estado aplicando una "optimización a gran escala" mediante la cual cualquier función de utilidad del inversor puede utilizarse para optimizar una cartera. Se supone que dicha metodología es más práctica y adecuada para los inversores modernos cuyas preferencias de riesgo implican reducir el riesgo de cola y minimizar el sesgo negativo en la distribución de rentabilidad de la cartera de inversiones. Cuando tales metodologías implican el uso de funciones de utilidad de momento superior, es necesario utilizar una metodología que permita pronosticar una distribución conjunta que tenga en cuenta la dependencia asimétrica. Una metodología adecuada que permite que la distribución conjunta incorpore la dependencia asimétrica es la Clayton Canonical Vine Copula. Ver Cópula (teoría de la probabilidad) .

### Cooperación en optimización de carteras
Un grupo de inversores, en lugar de invertir individualmente, puede optar por invertir su capital total en la cartera conjunta y luego dividir el beneficio de inversión (incierto) de la manera que mejor se adapte a sus preferencias de utilidad/riesgo. Resulta que, al menos en el modelo de utilidad esperada, y el modelo de desviación media, cada inversor normalmente puede obtener una participación que se valora estrictamente más que su cartera óptima de inversión individual.